# Войвыв кодзув
Войвыв кодзув (укр. «Північна зірка») — літературно-художній та суспільно-політичний журнал, що видається мовою комі.  Журнал видається Союзом письменників Комі.

## Історія
Журнал видається у Сиктивкарі: з 1926 року під назвою «Ордым» («Стежка»), з 1931 року  — «Ударник», с 1946 року — «Войвыв кодзув».
Постійні рубрики журналу: «Поезія», «Проза», «Драматургія», «Критика», «Краєзнавство», «Фольклор» и «Публіцистика». Значне місце займають переклади з мов народів колишнього СРСР.

## Головні редактори
- Мезенцев С.А. (—03.1949)
- Вежев О.О. (04.1949—03.1951)
- Пистін І.І. (04.1951—11.1951)
- Торлопов Г.І. (Ивӧ Ёгор) (01.1952—08.1953)
- Рочев Я.М. (Митрук Як) (09.1953—12.1969)
- Попов С.О. (01.1970—05.1973)
- Торопов І.Г. (06.1973—02.1977)
- Шахов П.Ф. (Педот Петыр) (03.1977—01.1988)
- Попов В.О. (02.1988—11.1990)
- Рочев Є.В. (12.1990—07.1992)
- Тімін В.В. (08.1992—01.1996)
- Єлькин М.А. (02.1996—01.2014)
- Полугрудов О.В. (Лы Тун) (02.2014—)

## Адреса
167982, Республіка Комі, Сиктивкар, вул. Карла Маркса, 229 («Печать керка»).
Головний редактор: Олексій Полугрудов (Лы Тун).